# Lecce
Lecce é uma comuna italiana da região da Puglia, província de Lecce, e é a principal cidade da península salentina, com cerca de 95.907 habitantes. Estende-se por uma área de 238 km², tendo uma densidade populacional de 350 hab/km². Faz fronteira com Arnesano, Cavallino, Lequile, Lizzanello, Monteroni di Lecce, Novoli, San Cesario di Lecce, Squinzano, Surbo, Torchiarolo (BR), Trepuzzi e Vernole.
Fundada há mais de 2000 anos pelos Messápios, foi ao longo dos anos parte do Império Romano, do Bizantino, do Normando e do Espanhol. É conhecida como a Florença do Sul devido à riqueza do Barroco em todo o centro histórico, sendo de realçar a Igreja de Santa Croce (Chiesa di Santa Croce) e praça da Catedral (Piazza del Duomo). Possui também importantes ruínas da Roma Imperial, como o anfiteatro do século II d.C..

## História

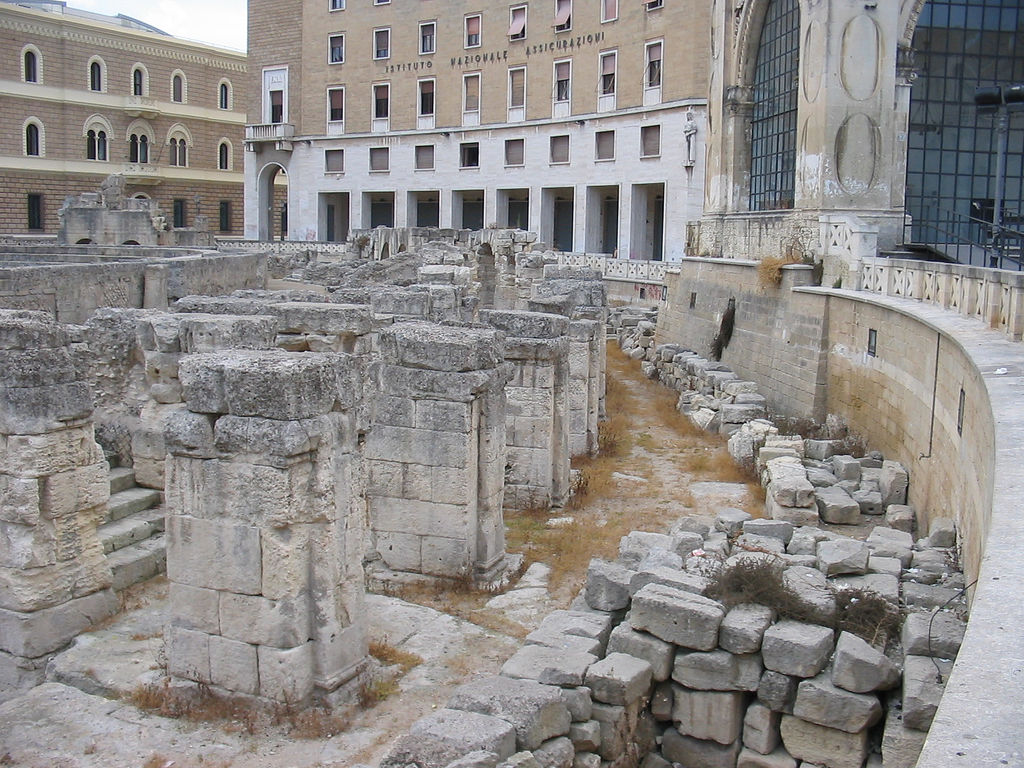
Anfiteatro Romano.

De acordo com a lenda a cidade de Síbaris já existia antes da Guerra de Troia. Tendo sido fundada pela tribo itálica Messápios e mais tarde ocupada pelos Lápiges e sucessivamente conquistada no século III a.C. pelos Romanos, passando a chamar-se Lúpias (Lupiae).
Depois da queda do Império Romano de ocidente, Lecce foi saqueada pelos Ostrogodos. Caiu em poder do Império Romano de Oriente no ano de 549, sob o qual ficou durante 5 séculos, com breves incursões dos Sarracenos, Lombardos, Húngaros e Eslavos.
Com a conquista Normanda no século XI, Lecce volta a ganhar importância nas rotas comerciais. No século XV Lecce é já uma das mais importantes cidades do sul de Itália e em 1630 dá-se início á construção de vários edifícios religiosos que iriam dar o aspecto actual barroco da cidade. Em 1656 Lecce foi assolada pela peste causando um milhar de vítimas, o baixo número de vítimas foi atribuído à intervenção miraculosa de Santo Oronzo, tendo este sido proclamado patrono da cidade.

## Demografia
| Variação demográfica do município entre 1861 e 2011                               |
|                                                                                   |
| Fonte: Istituto Nazionale di Statistica (ISTAT) - Elaboração gráfica da Wikipedia |

## Lugares de interesse
Lecce é conhecida pelos seus importantes monumentos Barrocos

### Igrejas

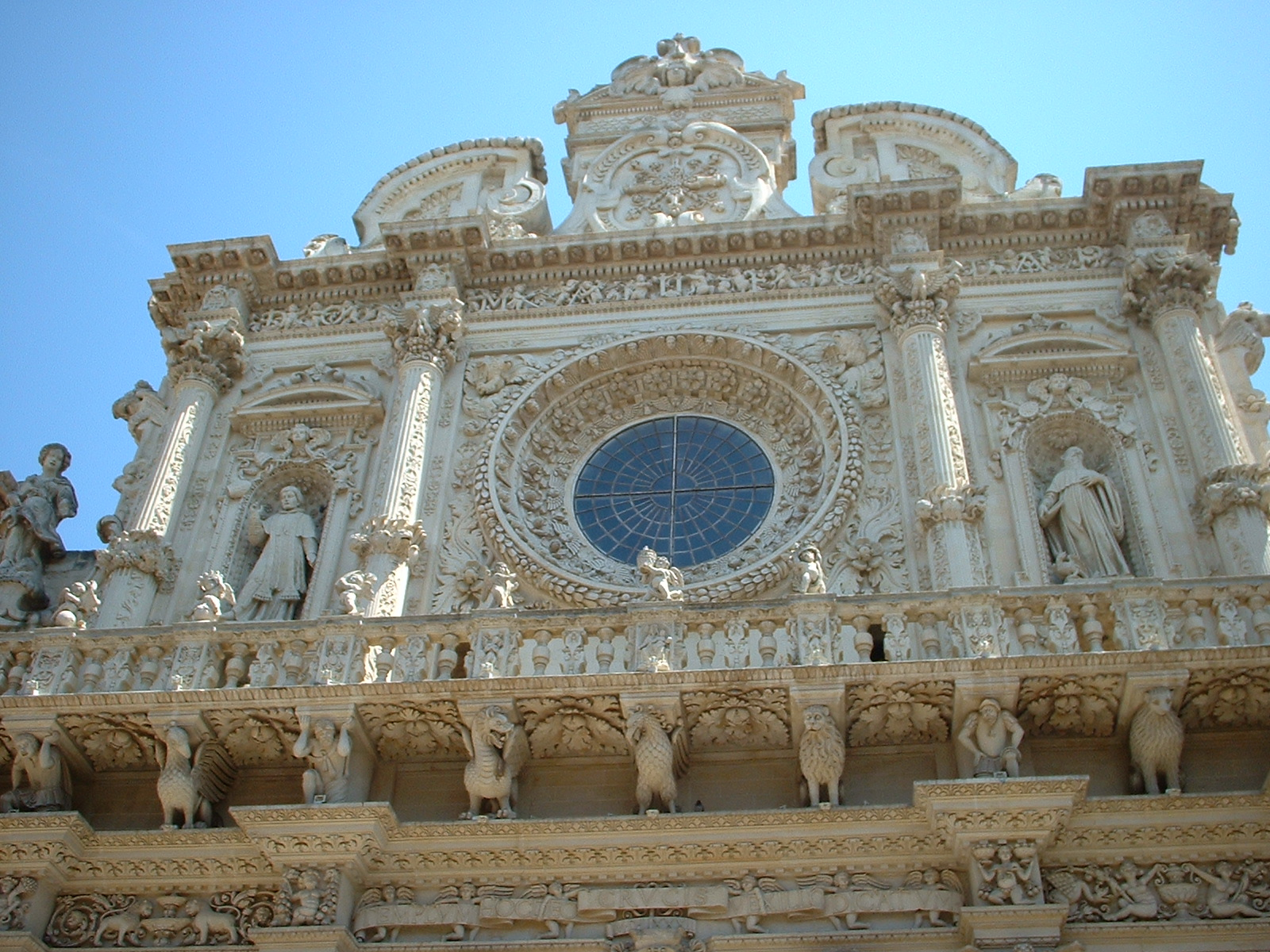
Basilica de Santa Croce.

- Basílica de Santa Croce. Iniciada a construção em 1353, mas apenas terminada em 1695. A igreja apresenta uma fachada ricamente decorada. Formando parte do mesmo edifício ao lado encontra-se o Palácio do Governo, antigamente um convento.
- O Duomo (Catedral) uma das mais impressionantes de Itália. Inicialmente construído em 1144 e reconstruído em 1230.
- Igreja de Sant'Irene
- Igreja de Santa Teresa
- Igreja de Sant'Anna
- Igreja de San Giovanni Battista ou do Rosario construída em 1690-91. É de realçar o portal principal com a estátua de São Domingos e os ricos altares em todo o interior.
- Igreja del Gesù
- Igreja de Santa Chiara reconstruída em 1687
- Igreja de San Niccolò dei Greci, conhecida como igreja grega
- Igreja de San Matteo que apresenta un estilo de barroco do centro de Itália
- Igreja de Santa Maria degli Angeli ou de San Francesco da Paola
- Igreja de San Francesco della Scarpa
- Igreja dos S.S. Niccolò e Cataldo é um exemplo da arquitectura Italo-Normana. Fundada em 1180 por Tancredo de Sicilia. Em 1716 a fachada foi reconstruida tendo-se adicionado numerosas estátuas, mas mantido o portal original. O interior é composto pela nave principal e duas laterais, arcos ogivais e uma cúpula central. Os frescos nas paredes foram realizados nos séculos XV-XVII.

### Praças
- Praça de Santo Oronzo, deve o seu nome ao patrono da cidade que. No centro da praça encontra-se a coluna doada pela cidade de Brindisi onde se encontra a estátua de Santo Oronzo, esta coluna é uma de duas colunas que marcavam o final da Via Ápia. A um canto da praça encontra-se a capela de São Marcos testemunha da importante colónia veneziana que existia na cidade
- Praça da Catedral (Duomo) que para além da Catedral possui ainda a Torre do sino com 70m, o palácio episcopal construído no século XV e o antigo seminário actualmente museu de arte sacra.

### Edifícios Romanos
- Anfiteatro Romano, construído no século II d.C., situado ao lado da praça de Santo Oronzo, possuía mais de 25 000 lugares, apenas metade se encontra visível.
- Teatro Romano

### Portas da cidade antiga
- Porta Napoli com um arco do Triunfo construído em 1548 em honra de Carlos V
- Porta Rudiae que deve o seu nome á antiga cidade messápica que exista próxima a Lecce
- Porta San Biagio

### Museus
- Museo archeologico provinciale Sigismondo Castromediano
- Museo Archeologico Faggiano

### Outros monumentos
- Obelisco construído em 1822 em honra de Fernando I das Duas Sicílias
- Torre del Parco é um dos símbolos medievais da cidade de Lecce, construído em 1419.
- Castelo Carlo V construído em 1539-49